# アレスバローズ
アレスバローズ（英: Ares Barows）は、日本の競走馬。主な勝ち鞍は2018年のCBC賞(GIII)、北九州記念(GIII)。馬名の意味は「戦を司る神＋冠名」。

## 戦績
2012年5月14日、北海道日高町のヤナガワ牧場で誕生。離乳後は後にGIを7勝する名馬キタサンブラックと同じ放牧地で育ったが、当歳時はキタサンブラックよりもアレスバローズの方が馬体、身のこなしが目立っており、評価は高かった。ヤナガワ牧場代表の梁川正普も「この馬はモノが違う」と感じていたという。
栗東・角田晃一厩舎に入厩し、2014年12月6日の新馬戦でデビューし、後に若葉ステークスを勝つアダムスブリッジの2着となる。2戦目は8着と大敗したが、距離を2000mから1600mに短縮した3戦目で一変して初勝利を挙げる。その後はしばらく勝利に恵まれなかったが、4歳4月の500万下条件戦で1年ぶりの勝利を挙げ、次戦の大日岳特別(1000万下)も制して連勝。以後、一貫してスプリント戦に出走を続ける。2017年12月の南総ステークス(1600万下)で1着となり、5歳暮れにして待望のオープン入りを果たした。
2度目の重賞挑戦となった2018年のCBC賞では川田将雅と初コンビを組み、4番人気に推された。ゲートが開くと好スタートを切めて中団を進み、直線で鋭く抜け出して1分7秒0のレースレコードで優勝。6歳にして初の重賞制覇を果たした。続く北九州記念では菱田裕二に乗り替わり、斤量が2キロ増えたこともあって6番人気に留まったが、直線で馬群を割って抜け出して2着ダイメイプリンセスに1馬身半差の完勝を収める。勝ち時計1分6秒6はアグネスワールドの日本レコードと0秒1と差のレースレコードで、CBC賞に続くの重賞連勝を達成した。鞍上の菱田は通算93戦目でのJRA重賞初勝利となった。この重賞連勝により、2018年のサマースプリントシリーズの得点を計20ポイントとし、シリーズ王者の座を手にした。6歳夏での才能開花について、管理する角田晃一は「以前はイレ込みとかがひどかったが、精神的に落ち着いてきました」と述べている。
初のGI挑戦となったスプリンターズステークスでは直線で早々と失速して14着に大敗。鞍上の藤岡佑介は「直前の雨が痛かった」と馬場悪化を敗因に挙げた。続く京阪杯でもうまく脚を溜められずに10着に沈んだ、
7歳を迎えたシルクロードステークスでは17番枠と斤量57.5キロの条件ながら5着に入り、鞍上の川田も「これが次につながれば」とコメントした。しかし、高松宮記念では3角で不利を受け、9着に終わる。騎乗した川田は「あれじゃ競馬になりません。かわいそうでした」とコメントした。連覇を狙って出走したCBC賞は不良馬場の中、直線で最内を突いて伸び、勝ち馬レッドアンシェルからクビ差の2着と好走した。北九州記念では1年ぶりに菱田が鞍上に復帰したが、ゲートを出て一歩目に躓いたことが響き、6着に終わった。2年連続出走のスプリンターズステークスではスタートしてからの行きっぷりが悪く、10着に終わる。そして、2019年10月29日付けでJRA競走馬登録を抹消し現役を引退した。

## 引退後
引退後は北海道新冠町の優駿スタリオンステーションで種牡馬となった。2021年より熊本の本田土寿牧場で繋養されている。

### 主な産駒
- エイヨーアメジスト（2025年たんぽぽ賞）

## 競走成績
以下の内容はnetkeiba.comの情報に基づく。
| 競走日     | 競馬場 | 競走名             | 格       | 距離（馬場）  | 頭 数 | 枠 番 | 馬 番 | オッズ （人気） | 着順 | タイム （上がり3F） | 着差 | 騎手        | 斤量 [kg] | 1着馬（2着馬）         | 馬体重 [kg] |
| ---------- | ------ | ------------------ | -------- | ------------- | ----- | ----- | ----- | --------------- | ---- | ------------------- | ---- | ----------- | --------- | ---------------------- | ----------- |
| 2014.12.06 | 阪神   | 2歳新馬            |          | 芝2000m（良） | 8     | 8     | 8     | 005.40（4人）   | 02着 | R2:07.0（34.2）     | -0.1 | 0浜中俊     | 55        | アダムスブリッジ       | 478         |
| 2015.01.05 | 京都   | 3歳未勝利          |          | 芝2000m（良） | 16    | 6     | 11    | 008.50（5人）   | 08着 | R2:01.9（35.1）     | -0.8 | 0菱田裕二   | 56        | サトノラーゼン         | 470         |
| 0000.04.12 | 阪神   | 3歳未勝利          |          | 芝1600m（稍） | 18    | 6     | 11    | 003.40（1人）   | 01着 | R1:36.7（34.9）     | -0.0 | 0浜中俊     | 56        | （サンクボヌール）     | 472         |
| 0000.10.17 | 新潟   | 松浜特別           | 500万下  | 芝1600m（良） | 18    | 7     | 14    | 006.20（2人）   | 05着 | R1:34.4（33.3）     | -0.4 | 0吉田隼人   | 55        | オンタケハート         | 488         |
| 0000.11.01 | 京都   | 3歳上500万下       |          | 芝1600m（良） | 18    | 3     | 5     | 007.60（4人）   | 16着 | R1.35.3（35.8）     | -1.2 | 0鮫島良太   | 55        | ネオスターダム         | 486         |
| 2016.01.16 | 中京   | 庄内川特別         | 500万下  | 芝1400m（良） | 18    | 6     | 12    | 008.60（5人）   | 03着 | R1:21.1（34.2）     | -0.1 | 0吉田隼人   | 55        | ダノンブライト         | 494         |
| 0000.02.27 | 小倉   | 合馬特別           | 500万下  | 芝1200m（稍） | 18    | 2     | 4     | 003.60（1人）   | 05着 | R1:08.5（35.6）     | -0.3 | 0吉田隼人   | 57        | リッパーザウィン       | 492         |
| 0000.03.27 | 中京   | 4歳上500万下       |          | 芝1200m（良） | 18    | 7     | 14    | 006.40（3人）   | 02着 | R1:07.5（33.4）     | -0.2 | 0C.ルメール | 57        | ロイヤルストリート     | 488         |
| 0000.04.23 | 福島   | 4歳上500万下       |          | 芝1200m（良） | 16    | 2     | 3     | 002.80（1人）   | 01着 | R1:08.5（34.3）     | -0.3 | 0藤岡佑介   | 57        | （アズマクィーン）     | 484         |
| 0000.05.21 | 新潟   | 大日岳特別         | 1000万下 | 芝1200m（良） | 16    | 8     | 15    | 003.30（1人）   | 01着 | R1:09.0（33.8）     | -0.3 | 0菱田裕二   | 57        | （ツクバジャパン）     | 484         |
| 0000.06.26 | 阪神   | 皆生特別           | 1000万下 | 芝1200m（稍） | 16    | 4     | 7     | 003.80（1人）   | 02着 | R1:09.7（35.2）     | -0.2 | 0浜中俊     | 57        | キーナンバー           | 480         |
| 0000.08.14 | 小倉   | 西部日刊スポーツ杯 | 1000万下 | 芝1200m（良） | 18    | 8     | 18    | 005.10（3人）   | 03着 | R1:08.6（34.2）     | -0.2 | 0浜中俊     | 57        | レーヴムーン           | 486         |
| 0000.09.04 | 新潟   | 飯豊特別           | 1000万下 | 芝1200m（良） | 13    | 3     | 3     | 002.40（1人）   | 07着 | R1:08.8（34.6）     | -0.7 | 0M.デムーロ | 57        | ダイワダッチェス       | 484         |
| 0000.11.05 | 福島   | 河北新報杯         | 1000万下 | 芝1200m（良） | 15    | 5     | 10    | 004.90（2人）   | 03着 | R1:08.2（34.1）     | -0.0 | 0菱田裕二   | 57        | キングハート           | 488         |
| 0000.12.04 | 阪神   | 3歳上1000万下      |          | 芝1200m（稍） | 16    | 3     | 6     | 003.90（1人）   | 07着 | R1:10.7（35.8）     | -0.9 | 0秋山真一郎 | 57        | サザンライツ           | 490         |
| 2017.02.13 | 小倉   | 帆柱山特別         | 1000万下 | 芝1200m（良） | 12    | 8     | 12    | 003.40（2人）   | 01着 | R1:08.5（34.2）     | -0.2 | 0菱田裕二   | 57        | （シゲルノコギリザメ） | 496         |
| 0000.04.02 | 中山   | 船橋市80周年記念   | 1600万下 | 芝1200m（良） | 16    | 8     | 15    | 013.70（7人）   | 06着 | R1:09.1（34.3）     | -0.2 | 0菱田裕二   | 57        | アルティマブラッド     | 486         |
| 0000.05.06 | 新潟   | 駿風S              | 1600万下 | 芝1000m（重） | 16    | 8     | 16    | 005.20（3人）   | 03着 | R0:56.7（34.1）     | -0.3 | 0菱田裕二   | 57        | プレイズエターナル     | 496         |
| 0000.07.01 | 福島   | テレビユー福島賞   | 1600万下 | 芝1200m（良） | 16    | 5     | 10    | 008.20（2人）   | 02着 | R1:07.7（34.1）     | -0.1 | 0菱田裕二   | 57        | ワンスインナムーン     | 458         |
| 0000.07.30 | 小倉   | 佐世保S            | 1600万下 | 芝1200m（良） | 16    | 6     | 12    | 006.50（4人）   | 05着 | R1:07.9（33.7）     | -0.2 | 0菱田裕二   | 57        | ダイアナヘイロー       | 492         |
| 0000.11.04 | 福島   | みちのくS          | 1600万下 | 芝1200m（良） | 16    | 4     | 8     | 002.70（1人）   | 10着 | R1:09.4（35.5）     | -0.4 | 0菱田裕二   | 57        | ユキノアイオロス       | 492         |
| 0000.12.17 | 中山   | 南総S              | 1600万下 | 芝1200m（良） | 16    | 6     | 11    | 002.30（1人）   | 01着 | R1:08.4（34.4）     | -0.2 | 0M.デムーロ | 56        | （ロードセレリティ）   | 490         |
| 2018.01.28 | 京都   | シルクロードS      | GIII     | 芝1200m（良） | 18    | 1     | 2     | 004.90（2人）   | 11着 | R1:09.1（34.2）     | -0.8 | 0M.デムーロ | 54        | ファインニードル       | 504         |
| 0000.04.08 | 中山   | 春雷S              | OP       | 芝1200m（良） | 16    | 1     | 2     | 012.10（5人）   | 04着 | R1:07.7（33.4）     | -0.3 | 0津村明秀   | 54        | ペイシャフェリシタ     | 494         |
| 0000.05.06 | 京都   | 鞍馬S              | OP       | 芝1200m（良） | 15    | 4     | 7     | 008.20（4人）   | 05着 | R1:08.3（32.4）     | -0.3 | 0四位洋文   | 56        | ティーハーフ           | 492         |
| 0000.07.01 | 中京   | CBC賞              | GIII     | 芝1200m（良） | 18    | 4     | 8     | 009.10（4人）   | 01着 | R1:07.0（33.2）     | -0.2 | 0川田将雅   | 54        | （ナガラフラワー）     | 490         |
| 0000.08.19 | 小倉   | 北九州記念         | GIII     | 芝1200m（良） | 17    | 3     | 5     | 008.70（6人）   | 01着 | R1:06.6（33.5）     | -0.2 | 0菱田裕二   | 56        | （ダイメイプリンセス） | 490         |
| 0000.09.30 | 中山   | スプリンターズS    | GI       | 芝1200m（稍） | 16    | 3     | 5     | 013.50（6人）   | 14着 | R1:09.5（35.8）     | -1.2 | 0藤岡佑介   | 57        | ファインニードル       | 492         |
| 0000.11.25 | 京都   | 京阪杯             | GIII     | 芝1200m（良） | 18    | 2     | 4     | 006.50（3人）   | 10着 | R1:08.7（34.2）     | -0.7 | 0藤岡佑介   | 57        | ダノンスマッシュ       | 496         |
| 2019.01.27 | 京都   | シルクロードS      | GIII     | 芝1200m（良） | 18    | 8     | 17    | 037.1（10人）   | 05着 | R1:08.7（34.3）     | -0.4 | 0川田将雅   | 57.5      | ダノンスマッシュ       | 504         |
| 0000.03.24 | 中京   | 高松宮記念         | GI       | 芝1200m（良） | 18    | 3     | 6     | 014.20（7人）   | 09着 | R1:08.0（34.2）     | -0.7 | 0川田将雅   | 57        | ミスターメロディ       | 500         |
| 0000.06.30 | 中京   | CBC賞              | GIII     | 芝1200m（不） | 13    | 4     | 4     | 011.60（7人）   | 02着 | R1:09.8（34.4）     | -0.0 | 0川田将雅   | 57.5      | レッドアンシェル       | 496         |
| 0000.08.18 | 小倉   | 北九州記念         | GIII     | 芝1200m（良） | 18    | 2     | 3     | 011.50（6人）   | 06着 | R1:08.6（34.4）     | -0.4 | 0菱田裕二   | 57.5      | ダイメイプリンセス     | 492         |
| 0000.09.29 | 中山   | スプリンターズS    | GI       | 芝1200m（良） | 16    | 1     | 1     | 055.0（11人）   | 10着 | R1:08.0（33.9）     | -0.9 | 0菱田裕二   | 57        | タワーオブロンドン     | 484         |

## 血統表
| アレスバローズの血統            | アレスバローズの血統                                   | アレスバローズの血統                        | （血統表の出典）                            | （血統表の出典） |
| 父系                            | サンデーサイレンス系                                   | サンデーサイレンス系                        | サンデーサイレンス系                        | [ § 2 ]          |
| 父 ディープインパクト 2002 鹿毛 | 父の父*サンデーサイレンス Sunday Silence 1986 青鹿毛   | Halo                                        | Hail to Reason                              | Hail to Reason   |
| 父 ディープインパクト 2002 鹿毛 | 父の父*サンデーサイレンス Sunday Silence 1986 青鹿毛   | Halo                                        | Cosmah                                      |                  |
| 父 ディープインパクト 2002 鹿毛 | 父の父*サンデーサイレンス Sunday Silence 1986 青鹿毛   | Wishing Well                                | Understanding                               | Understanding    |
| 父 ディープインパクト 2002 鹿毛 | 父の父*サンデーサイレンス Sunday Silence 1986 青鹿毛   | Wishing Well                                | Mountain Flower                             |                  |
| 父 ディープインパクト 2002 鹿毛 | 父の母*ウインドインハーヘア Wind in Her Hair 1991 鹿毛 | Alzao                                       | Lyphard                                     | Lyphard          |
| 父 ディープインパクト 2002 鹿毛 | 父の母*ウインドインハーヘア Wind in Her Hair 1991 鹿毛 | Alzao                                       | Lady Rebecca                                |                  |
| 父 ディープインパクト 2002 鹿毛 | 父の母*ウインドインハーヘア Wind in Her Hair 1991 鹿毛 | Burghclere                                  | Busted                                      | Busted           |
| 父 ディープインパクト 2002 鹿毛 | 父の母*ウインドインハーヘア Wind in Her Hair 1991 鹿毛 | Burghclere                                  | Highclere                                   |                  |
| 母 タイセイエトワール 2000 鹿毛 | 母の父*トニービン Tony Bin 1983 鹿毛                   | *カンパラ                                   | Kalamoun                                    | Kalamoun         |
| 母 タイセイエトワール 2000 鹿毛 | 母の父*トニービン Tony Bin 1983 鹿毛                   | *カンパラ                                   | State Pension                               |                  |
| 母 タイセイエトワール 2000 鹿毛 | 母の父*トニービン Tony Bin 1983 鹿毛                   | Severn Bridge                               | Hornbeam                                    | Hornbeam         |
| 母 タイセイエトワール 2000 鹿毛 | 母の父*トニービン Tony Bin 1983 鹿毛                   | Severn Bridge                               | Priddy Fair                                 |                  |
| 母 タイセイエトワール 2000 鹿毛 | 母の母エンスラーリング 1996 鹿毛                       | *ヘクタープロテクター                       | Woodman                                     | Woodman          |
| 母 タイセイエトワール 2000 鹿毛 | 母の母エンスラーリング 1996 鹿毛                       | *ヘクタープロテクター                       | Korveya                                     |                  |
| 母 タイセイエトワール 2000 鹿毛 | 母の母エンスラーリング 1996 鹿毛                       | *エンスラーリングレイディ                   | El Gran Senor                               | El Gran Senor    |
| 母 タイセイエトワール 2000 鹿毛 | 母の母エンスラーリング 1996 鹿毛                       | *エンスラーリングレイディ                   | Enthraller                                  |                  |
| 母系(F-No.)                     | (FN:17-b)                                              | (FN:17-b)                                   | (FN:17-b)                                   | [ § 3 ]          |
| 5代内の近親交配                 | Northern Dancer5×5＝6.25%、Goofed5×5＝6.25%            | Northern Dancer5×5＝6.25%、Goofed5×5＝6.25% | Northern Dancer5×5＝6.25%、Goofed5×5＝6.25% | [ § 4 ]          |
| 出典                            | 1. 2. 3. 4.                                            | 1. 2. 3. 4.                                 | 1. 2. 3. 4.                                 | 1. 2. 3. 4.      |

- 母タイセイエトワールは現役時代に中央で4勝[21]。
- 4代母エンスラーは名種牡馬リファールの半妹で、その娘エンスラーリングレイディは1992年にヤナガワ牧場に輸入された。本馬の祖母エンスラーリングはエンスラーリングレイディが唯一残した後継牝馬である[4]。
- そのほかの近親はグーフド#主なファミリーラインを参照。